# Campionato d'Asia per club 1993-1994
Il Campionato d'Asia per Club 1993-94 venne vinto dal Thai Farmers Bank FC (Thailandia).

## Turno preliminare

### Asia Occidentale
| Squadra 1  | Totale | Squadra 2  | Andata | Ritorno |
| ---------- | ------ | ---------- | ------ | ------- |
| PAS Tehran | 4-1    | Al-Ahli    | 2-0    | 2-1     |
| Al-Ansar   | 3-1    | Al-Ittihad | 0-0    | 3-1     |

### Asia Orientale
| Squadra 1 | Totale | Squadra 2        | Andata | Ritorno |
| --------- | ------ | ---------------- | ------ | ------- |
| Leng Ngan | 3-1    | Philippines Army | 3-0    | 0-1     |

### Asia Sudorientale
| Squadra 1            | Totale | Squadra 2           | Andata    | Ritorno   |
| -------------------- | ------ | ------------------- | --------- | --------- |
| Arema Malang         | 3-1    | Quang Nam (Da Nang) | 1-0       | 2-1       |
| Thai Farmers Bank FC | [ 1 ]  | Pahang FA           | annullata | annullata |

## Primo turno

### Asia Occidentale
| Squadra 1     | Totale        | Squadra 2  | Andata | Ritorno |
| ------------- | ------------- | ---------- | ------ | ------- |
| PAS Tehran    | 0-0 (4-5 dtr) | Al-Ansar   | 0-0    | 0-0     |
| Al-Shabab     | 12-3          | Al-Arabi   | 5-2    | 7-1     |
| Muharraq Club | 3-2           | Sharjah FC | 2-1    | 1-1     |

### Asia Centrale
| Squadra 1  | Totale | Squadra 2        | Andata    | Ritorno   |
| ---------- | ------ | ---------------- | --------- | --------- |
| Oman Club  | 5-0    | Pakistan Army FC | 5-0       | annullata |
| Victory SC | [ 2 ]  | Abahani KC       | annullata | annullata |

### Asia Orientale
| Squadra 1   | Totale | Squadra 2      | Andata | Ritorno |
| ----------- | ------ | -------------- | ------ | ------- |
| Liaoning FC | 15-3   | Leng Ngan      | 9-0    | 6-3     |
| Eastern AA  | 2-3    | Verdy Kawasaki | 1-0    | 1-3     |

### Asia Sudorientale
| Squadra 1    | Totale | Squadra 2            | Andata | Ritorno |
| ------------ | ------ | -------------------- | ------ | ------- |
| Arema Malang | 3-6    | Thai Farmers Bank FC | 2-2    | 1-4     |

## Quarti di finale

### Gruppo 1
| Squadra        | G | V | N | P | GF | GS | DR | Pti |
| -------------- | - | - | - | - | -- | -- | -- | --- |
| Verdy Kawasaki | 2 | 2 | 0 | 0 | 3  | 0  | +3 | 4   |
| Oman Club      | 2 | 1 | 0 | 1 | 1  | 1  | 0  | 2   |
| Al-Ansar       | 2 | 0 | 0 | 2 | 0  | 3  | −3 | 0   |
| Victory SC     | - | - | - | - | -  | -  | -  | -   |

Bangkok, Thailandia.
|  | Verdy Kawasaki | 1–0 | Oman Club |
|  | Verdy Kawasaki | 2–0 | Al-Ansar  |
|  | Oman Club      | 1–0 | Al-Ansar  |

### Gruppo 2
| Squadra              | G | V | N | P | GF | GS | DR | Pti |
| -------------------- | - | - | - | - | -- | -- | -- | --- |
| Liaoning FC          | 2 | 1 | 1 | 0 | 2  | 1  | +1 | 3   |
| Thai Farmers Bank FC | 2 | 0 | 2 | 0 | 3  | 3  | 0  | 2   |
| Muharraq Club        | 2 | 0 | 1 | 1 | 2  | 3  | −1 | 0   |
| Al-Shabab            | - | - | - | - | -  | -  | -  | -   |

Bangkok, Thailandia.
|  | Liaoning FC       | 1–1 | Thai Farmers Bank |
|  | Liaoning FC       | 1–0 | Muharraq Club     |
|  | Thai Farmers Bank | 2–2 | Muharraq Club     |

## Semifinali
| Thailandia                                   | Thai Farmers Bank FC | 1 – 1 (d.t.s.) | Verdy Kawasaki | Bangkok |
| \| \| \| \| \| \| Tiri di rigore 3 – 1 \| \| |                      |                |                |         |
|                                              |                      |                |                |         |
|                                              | Tiri di rigore 3 – 1 |                |                |         |

| Thailandia | Oman Club | 4 – 1 | Liaoning FC | Bangkok |

## Finale 3º-4º posto
| Thailandia | Verdy Kawasaki | 4 – 1 | Liaoning FC | Bangkok |

## Finale
| Thailandia 7 febbraio 1994 | Thai Farmers Bank FC | 2 – 1 | Oman Club | Bangkok |